# Patricia Verbruggen
Patricia Verbruggen (Gemert, 23 oktober 1979) is een Nederlands actrice.
Op zeer jonge leeftijd was ze al met acteren bezig en volgde ze diverse cursussen en workshops. Na de havo is ze dan ook een acteeropleiding gaan volgen in Noord-Brabant.
Daarna volgde Verbruggen een acteeropleiding aan De Trap in Amsterdam, waar ze onder andere les heeft gehad van Josha Hamann (dramacoach Goede tijden, slechte tijden).

## Televisie/films
- 1995 – Goede tijden, slechte tijden
- 1999 – Soul Assassin
- 1999 – Goudkust
- 2001 – Link
- 2001 – Onderweg naar morgen
- 2002 – Volle maan
- 2003 – Appelboom

Verder speelde ze rolletjes in een aantal theaterproducties en commercials. Naast acteren houdt ze zich sinds 2002 ook actief bezig met fotografie.